# Liste der Naturdenkmale in Rumbach
Die Liste der Naturdenkmale in Rumbach nennt die im Gemeindegebiet von Rumbach ausgewiesenen Naturdenkmale (Stand 23. Mai 2024).

## Naturdenkmale
| Nr.         | Bezeichnung                 | Lage                                                                     | Beschreibung                                                        | Bild                                    |
| ----------- | --------------------------- | ------------------------------------------------------------------------ | ------------------------------------------------------------------- | --------------------------------------- |
| ND-7340-277 | Adelsfelsen                 | südwestlich des Ortes auf dem Gipfel des Großen Adelsbergs Lage          | auch Adlerfelsen; Buntsandsteinfelsen; teilweise zu Schönau (Pfalz) | Direkt Bild zu diesem Denkmal hochladen |
| ND-7340-278 | Kastelfelsen                | südwestlich des Ortes; Abteilung Bei dem Kastelfelsen Lage               | Buntsandsteinfelsen                                                 | Direkt Bild zu diesem Denkmal hochladen |
| ND-7340-279 | Rückkorbfelsen              | südlich des Ortes im Kleinen Brauntal Lage                               | Buntsandsteinfelsen                                                 | Direkt Bild zu diesem Denkmal hochladen |
| ND-7340-280 | Birkels- und Schützenfelsen | nördlich des Ortes; Abteilung Am weißen Stein und am Schützenfelsen Lage | Buntsandsteinfelsen                                                 | Direkt Bild zu diesem Denkmal hochladen |